# Meteor (périodique)
Pour les articles homonymes, voir Meteor.
Meteor ou Les Conquérants de l'Espace est un magazine de bandes dessinées publié en France par les éditions Artima en 110 numéros mensuels, parus de mai 1953 à juin 1962 et dans les années 1960.

## Historique éditorial

### Contenu
Meteor contenait des bandes dessinées de science-fiction dont l'illustrateur était Raoul Giordan et le scénariste Lortac, généralement.[réf. souhaitée]
La série classique comporte 110 numéros mensuels, parus de mai 1953 à juin 1962, soit près de 120 épisodes de 15 à 32 pages. 25 histoires supplémentaires seront publiées alors que le fascicule adopte un format plus petit à partir du numéro 111.[réf. souhaitée]
Cette série, appelée plus tard Les Conquérants de l'Espace (titre de la première aventure) constitue vraisemblablement la plus longue série dessinée de science-fiction en langue française (précédant de peu Les Pionniers de l'Espérance). La dernière histoire dessinée par Raoul Giordan dans Meteor paraît en 1967 dans le numéro 159.[réf. souhaitée]
Le principe était voisin de celui de la série Star Trek qui existera plus tard aux États-Unis : un vaisseau spatial — la Space Girl — va de planète en planète découvrir de nouvelles formes de vie et de civilisations. Mais l'équipage en est réduit à trois personnes :
- le docteur Spencer, savant et grave, au scepticisme désabusé face aux théories politiques et sociales humaines et assimilées qu'il rencontre partout (« Je constate une fois de plus qu'aucun individu n'a assez d'esprit pour penser sainement pour tout le monde ») ;
- l'ingénieur et pilote Spade, qui se montre en général efficace, mais assez incolore ;
- le turbulent mécanicien Texas, qui est le personnage haut en couleur de la série.

La série est assez inégale, mais certains épisodes (« Planète prohibée », « Le Domino volant », « Les Évadés de Disciplina », « Science sans conscience », « L'Étrange robot », « Planètes rivales ») préfigurent des thèmes plus « sérieux », qui deviendront prédominants dans les épisodes plus tardifs (« Le congrès ne s'amuse pas », « Le Grain de sable », « Planète intoxiquée », « Le monde a faim »).[réf. souhaitée]

### Rééditions
Les éditions Artima republièrent à partir de décembre 1957 à juillet 1958 les huit premiers numéros de Meteor sous le titre Spoutnik, puis dans les années 1990-1996, Aredit s'associa à l'éditeur Lefrancq pour rééditer les 23 premiers fascicules de Meteor sous quatre albums reliés.[réf. souhaitée]

## Collectionneurs
Les fascicules de Meteor sont très recherchés des amateurs, particulièrement ceux en petit format plus difficiles à trouver.[réf. souhaitée]